# 오소네 고타
오소네 고타(일본어: 大曽根 広汰, 1999년 8월 17일~)는 일본의 축구 선수이다.

## 구단 경력
그는 2022년 J2리그의 베갈타 센다이에 입단했다. 2023년 후지에다 MYFC로 이적했다.